# ダグマル・シュヴボヴァ
ダグマル・シュヴボヴァ（Dagmar Palečková-Švubová、1958年8月9日 - ）は、チェコ共和国ヴィソチナ州Nové Město na Moravě出身の元クロスカントリースキー選手。1980年代にチェコスロバキア代表として国際大会で活躍した。

## プロフィール
1980年レークプラシッドオリンピックに初めて代表として出場、5km13位、10km16位、リレー4位となった。1982年ノルディックスキー世界選手権では5km12位、20km15位、リレー5位だった。
1984年サラエボオリンピックではブランカ・パウルー、ガブリエラ・スヴォボドヴァ、クヴェトスラヴァ・イェリオヴァとともにリレーで銀メダルを獲得した。1985年ノルディックスキー世界選手権ではリレーで5位となった。
夫はクロスカントリースキー元チェコスロバキア代表選手のイジー・シュヴブ(Jiří Švub)。